# Иосиф Слипый
Ио́сиф Ива́нович Слипы́й (также Слепо́й) (укр. Йосиф Іванович Сліпий; 17 февраля 1892, село Заздрость, Австро-Венгрия — 7 сентября 1984, Рим, Италия) — украинский кардинал. Титулярный архиепископ Серны и коадъютор Львова, с правом наследования, с 25 ноября 1939 по 1 ноября 1944. Митрополит Галицкий — предстоятель Украинской грекокатолической Церкви и архиепископ Львовский с 1 ноября 1944 по 23 декабря 1963. Верховный архиепископ Львовский — предстоятель Украинской грекокатолической Церкви с 23 декабря 1963 по 7 сентября 1984. Кардинал-священник с 22 февраля 1965, с титулом церкви Сант-Атанасио с 25 февраля 1965.

## Преподаватель
Родился в селе Заздрость. В селе сохранилась усадьба, принадлежавшая его родителям, на территории которой впоследствии открыт (1998) Духовный центр (музейно-мемориальный комплекс) имени кардинала Иосифа Слипого.
Отец — Иван Коберницкий-Слипый, дворянин, мать — Анастасия Дичковская, дворянка.
Окончил гимназию в Тернополе, в 1911 году учился во Львовском университете. В 1917 году окончил университет в Инсбруке.
30 сентября 1917 года митрополит Андрей Шептицкий рукоположил его в священники. После этого он продолжает обучение в Инсбруке (Австрия), где ему присваивается степень доктора богословия. Из Инсбрука переезжает в Рим, где продолжает обучение в Ангеликуме и Григорианском университете и получает степень «Магистр Агрегатус».
Начиная с 1922 года преподаёт догматику в Львовской грекокатолической духовной семинарии. С 1923 года редактирует религиозный журнал Богословія. В конце 1925 года назначен ректором этого заведения, а в 1929 году — ректором только что основанной Львовской Богословской академии.

## Епископ и митрополит, преследования
В 1935 году митрополит Шептицкий назначил Слипого соборным крылошанином архикафедрального собора святого Юра и архидиаконом Львовской митрополичьей капитулы. 25 ноября 1939 года папа римский Пий XII по просьбе митрополита Шептицкого назначил Иосифа Слипого коадъютором (преемником) митрополита, и 22 декабря 1939 года Шептицкий в строгой тайне рукоположил Иосифа во епископы с правом преемничества. Активно сотрудничал с немецкими оккупационными властями (в частности, при формировании дивизии СС «Галичина»)
Первым Львовским собором экзархов 18—19 сентября 1940 года, установившим для территории СССР новое церковно-административное размежевание, Слипый был назначен экзархом Великой Украины.
В феврале 1945 года прислал приветственную телеграмму новоизбранному патриарху Московскому и всея Руси Алексию с благодарностью за переданный привет. Телеграмма была опубликована в «Журнале Московской патриархии».
11 апреля 1945 года Иосиф Слипый был арестован и осуждён на 8 лет каторжных работ. Наказание отбывал в Сибири. По окончании этого срока проживал в ссылке в Красноярске. Неоднократно приезжал в Москву и Киев, где занимался журналистской деятельностью и пытался поступить на работу в Институт истории АН УССР, поясняя это «окончательным решением отойти от религиозной деятельности».
16 июня 1958 года был арестован и осуждён на семь лет заключения, отбывал срок в Дубравлаге и в Сиблаге.
Благодаря вмешательству папы Римского Иоанна XXIII и президента США Джона Кеннеди в январе 1963 года был освобождён для участия во Втором Ватиканском соборе в Риме. Находясь проездом в Москве, Слипый успел вызвать к себе с Украины подпольного священника отца Василия Величковского и тайно посвятить его в епископы. Сам Величковский после этого тайно рукоположил ещё двух епископов — Владимира (Стернюка) и Никанора (Дейнегу). Вернуться в СССР Слипый не мог (хотя от советского паспорта никогда не отказывался) и поселился в Риме.

## В Риме

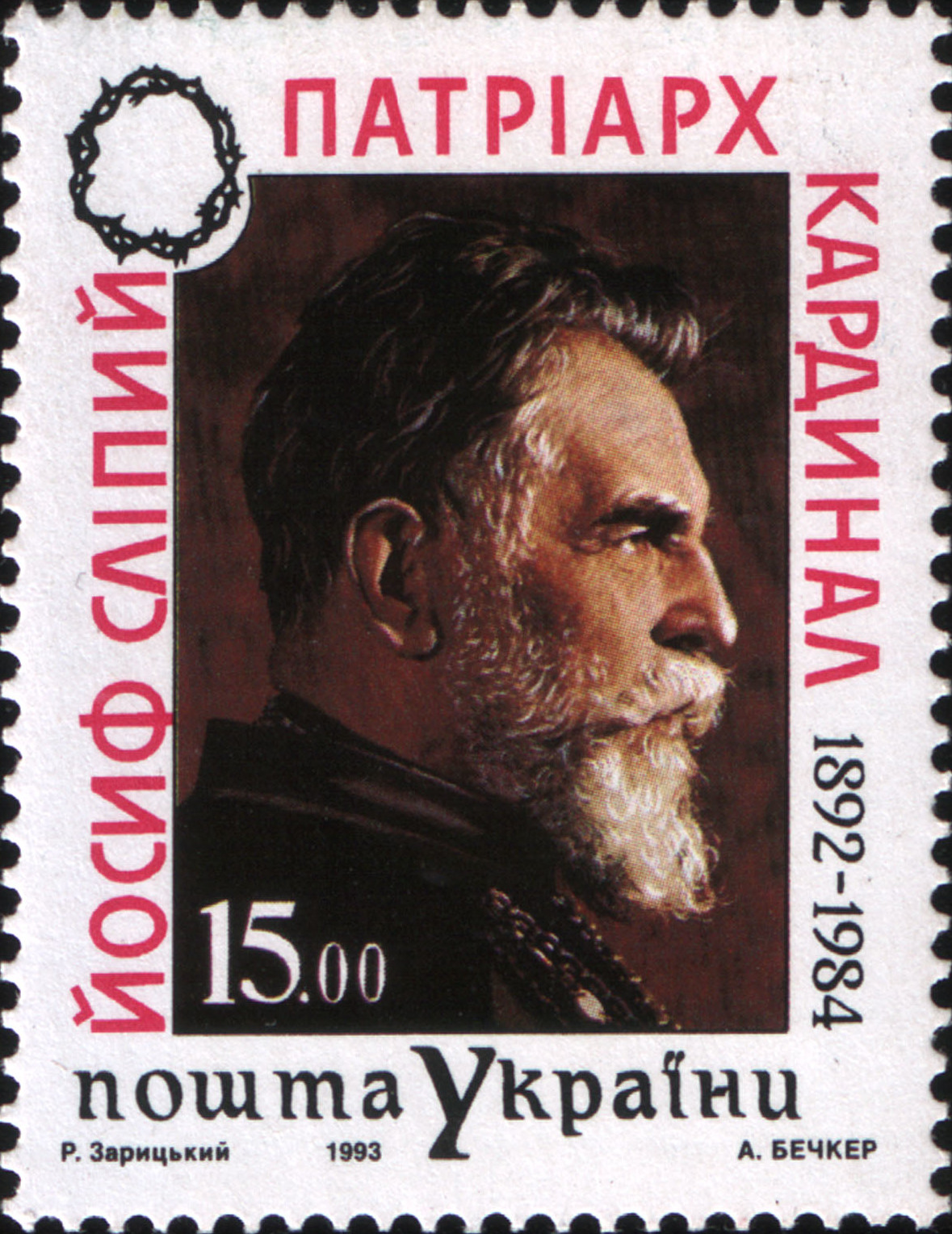
Почтовая марка Украины, посвящённая Иосифу Слипому, 1993, 15 карбованцев (Михель 97)

Униатские епископы, главой которых был Слипый, на Втором Ватиканском соборе обвиняли представителей делегации Русской православной церкви в соучастии в преследованиях униатов на территории Советского Союза. Униатские епископы организовали ряд демаршей, расценённых в Римской курии как провокационные по отношению к представителям Русской православной церкви. Сначала кардинал Беа и монсеньор Виллебрандс сделали внушения униатским епископам, а потом папа римский Иоанн XXIII сделал внушение униатам, после чего демарши прекратились.
23 декабря 1963 года папа Павел VI назвал митрополита Галицкого Иосифа Слипого верховным архиепископом Львовским, а 22 февраля 1965 году присвоил ему титул кардинала.
В 1975 году самовольно присвоил себе титул «патриарха», за что был порицаем со стороны папы римского и ряда иереев Греко-католической церкви. Не добившись признания церковного Рима, украинские униаты в 1980-х годах обратились к правительству Украинской народной республики в изгнании под руководством Николая Левицкого, который своим указом от 4 апреля 1984 года объявил об образовании Украинского католического патриархата. Несмотря на то, что Рим не признал это, митрополит Иосиф до самой своей смерти именовал себя патриархом.
Иосиф Слипый скончался 7 сентября 1984 года в Риме, где первоначально был похоронен. В 1992 году, согласно его завещанию, его останки при содействии группы молодых политиков Украины были перевезены во Львов и захоронены в крипте архикафедрального собора Святого Юра.

## Наследники
2 апреля 1977 года кардинал Слипый рукоположил в епископы Любомира Гузара, которого видел своим преемником, и ещё двух священников, с целью возможной конспиративной их переправки на Украину и дальнейшего служения в подпольной УГКЦ. Однако, папа Павел VI не признал этой хиротонии, так как она была совершена только на базе прав УГКЦ, гарантированных в Брестской унии 1596 и без соответствующих согласований с ватиканскими властями (признание пришло через 12 лет после смерти митрополита Иосифа, в 1996 году).
Новый папа назначает коадъютором (преемником) верховного архиепископа Иосифа Мирослава Иоанна Любачивского и лично, вместе со Слипым, хиротонизирует его в епископы (1978).

## Память
Памятники

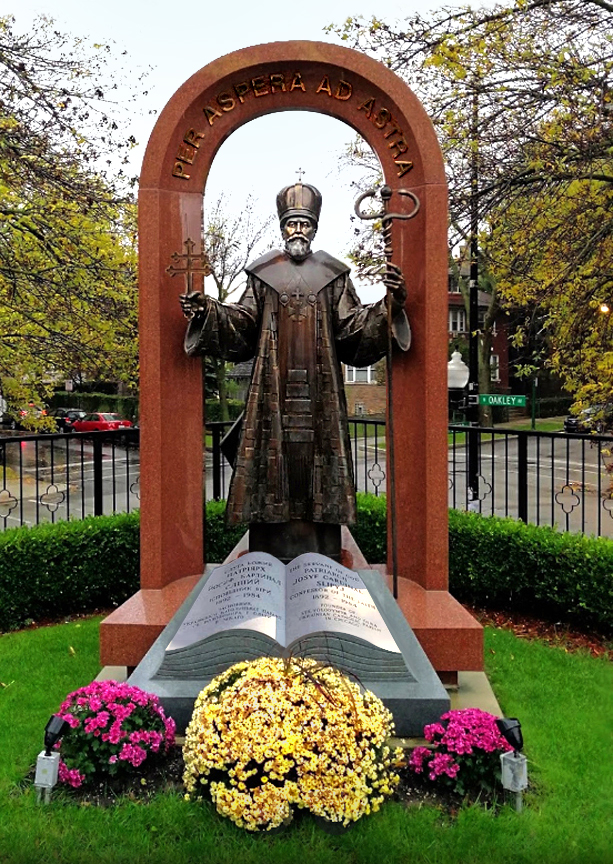
Памятник ПАТРИАРХУ ИОСИФУ СЛЕПОМУ, Собор Святых Владимира и Ольги, Чикаго, США. Скульптор Евгений Прокопов.

- В честь 40-летия основания Украинского Католического Собора Св. Владимира и Ольги в Чикаго Иосифом Слепым в 1969 году, 22 ноября 2009 года был открыт и освящен памятник кардиналу Иосифу Слепому. Памятник был создан скульптором Евгением Прокоповым.
- В 2004 году в Тернополе был установлен памятник патриарху Иосифу Слипому.

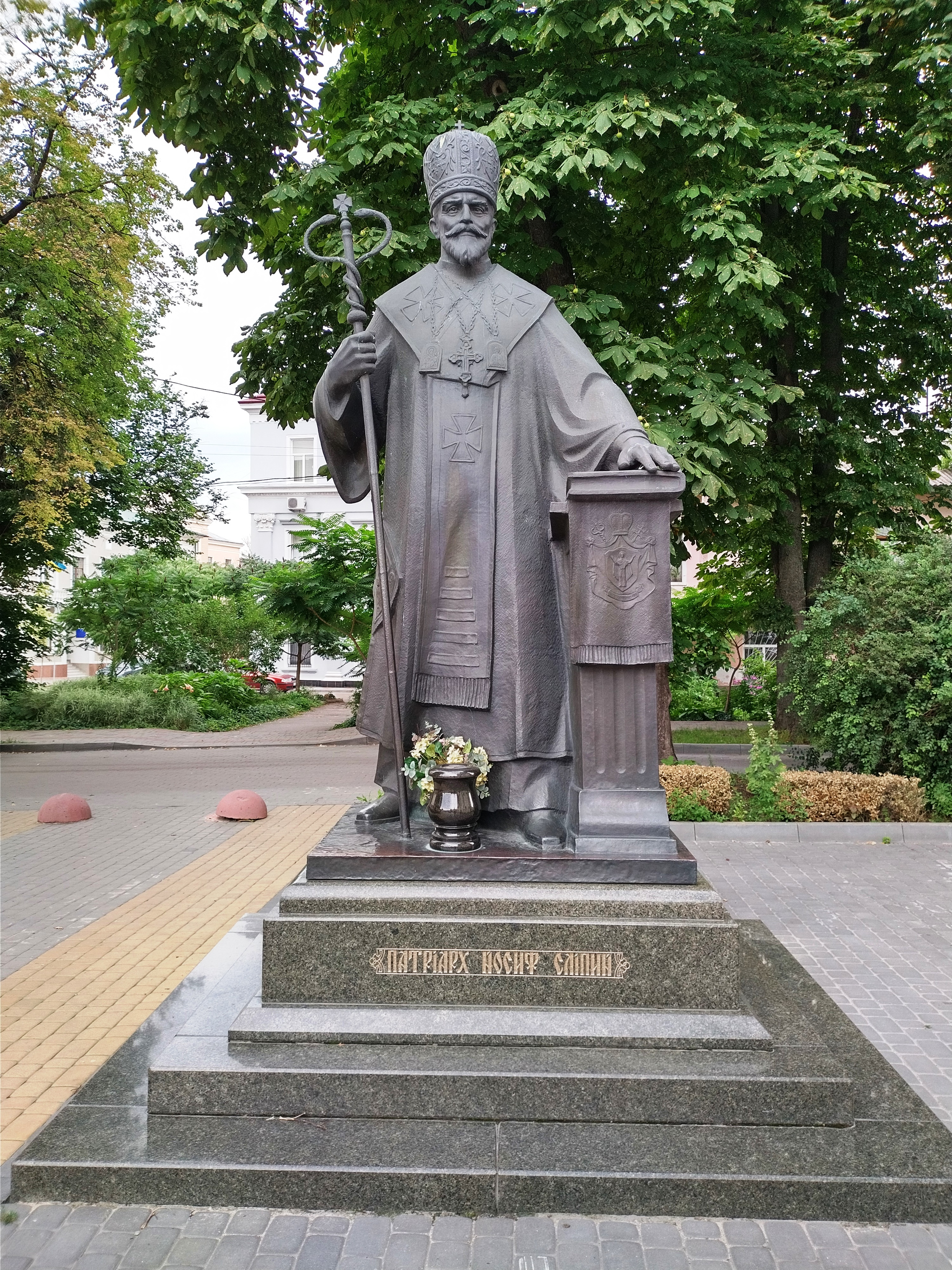
Памятник Иосифу Слипому в Тернополе

- В феврале 2011 года в Харькове на здании ГАИ Ленинского района была установлена мемориальная доска, посвящённая Иосифу Слипому, которая до этого дважды была установлена (в 2005 и 2008) и дважды убрана. Последний раз была демонтирована по решению Дзержинского районного суда в ноябре 2010 года. Текст (на украинском языке) на доске гласит: «Здесь, в бывшей пересыльной тюрьме, в 1961 г. был заключен патриарх Украинской греко-католической церкви блаженнейший Иосиф Слипый»[14].